# 滬昆旅客専用線

滬昆旅客専用線

滬昆旅客専用線（ここんりょかくせんようせん、中文表記: 沪昆客运专线、英文表記: Shanghai–Kunming Passenger Dedicated Line）は、中華人民共和国の上海市と雲南省昆明市を結ぶ高速鉄道路線。2016年12月28日に全区間が開業した。

## 概要
中華人民共和国の「四縦四横」高速鉄道ネットワーク計画のうちの1本の横路線である。以下の路線から構成される。詳細は下記を参照されたい。
- 滬杭旅客専用線（上海虹橋駅 - 杭州駅）
- 杭長旅客専用線（杭州東駅 - 長沙南駅）
- 長昆旅客専用線（長沙南駅 - 昆明南駅）